# Újezd nade Mží
Újezd nade Mží (en allemand : Aujezd ob der Mies) est une commune du district de Plzeň-Nord, dans la région de Plzeň, en Tchéquie. Sa population s'élevait à 104 habitants en 2022.

## Géographie
Újezd nade Mží se trouve à 5 km à l'ouest-nord-ouest du centre de Město Touškov, à 15 km au nord-ouest du centre de Plzeň et à 95 km à l'ouest-sud-ouest de Prague.
La commune est limitée par Líšťany au nord, par Město Touškov à l'est, par Bdeněves au sud, et par Plešnice et Úlice à l'ouest.

## Histoire
La première mention écrite de la localité date de 1242.

## Galerie

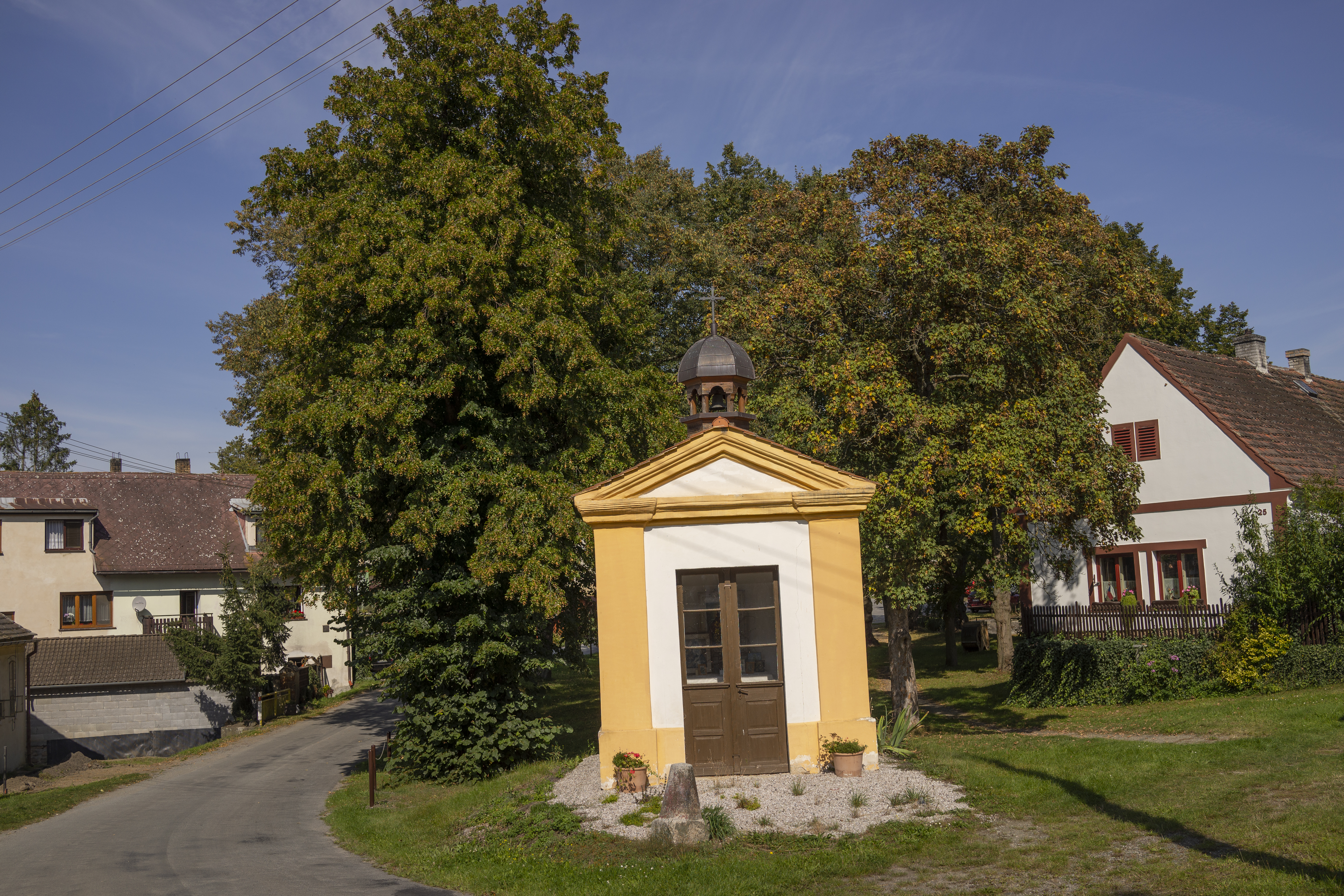
Chapelle à Újezd nade Mží.
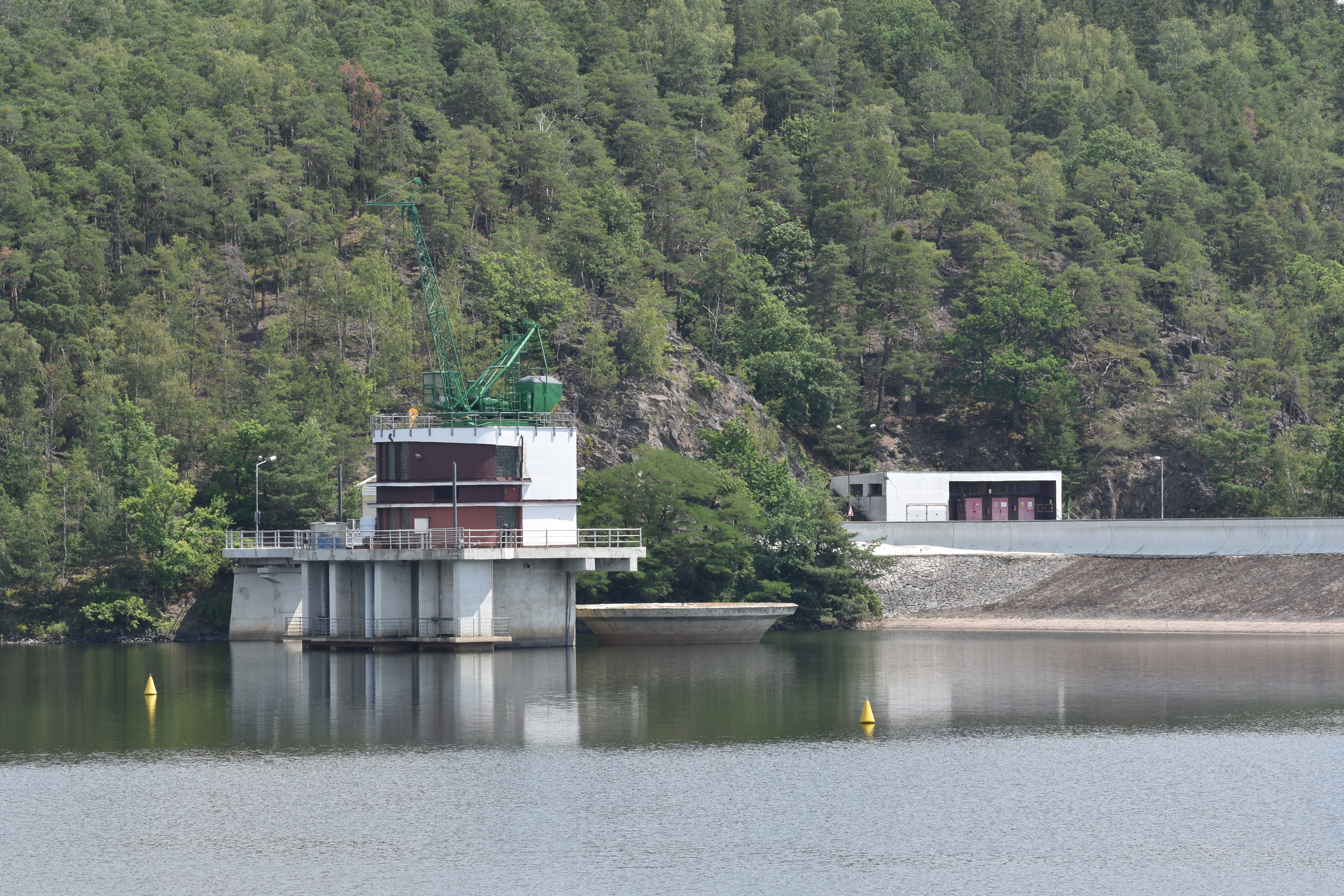
Barrage et centrale électrique de Hracholusky.

## Transports
Par la route, Újezd nade Mží se trouve à 5 km de Město Touškov, à 16 km de Plzeň et à 111 km de Prague. 